# Тъмна мъглявина
Тъмна мъглявина или асборбционна мъглявина е вид междузвезден облак, който е толкова плътен, че закрива светлината от обектите зад него, като звезди, емисионни или отразяващи мъглявини. Поглъщането на светлината се причинява от космически прах, разположен в най-плътните части на молекулярните облаци. Големите комплекси от тъмни мъглявини са свързани с гигантски молекулярни облаци. Както останалия междузвезден прах, обектите, които закрива, са видими само в радио или инфрачервения диапазон, съответно в радиоастрономията и инфрачервената астрономия.
Тъмните мъглявини изглеждат по този начин, поради микроскопичните прахови частици, покрити със замръзнали въглероден оксид и азот, които блокират преминаването на видимата светлина. Съдържат се и молекулярен водород, атомен хелий, C18O (CO с изотоп кислород-18), CS, NH3 (амоняк), H2CO (формалдехид), c-C3H2 (циклопропенилиден) и N2H+, всички от които са относително прозрачни. Тези облаци играят ролята на инкубатори за нови звезди и планети, а разбирането на развитието им е ключов момент в разбирането на звездообразуването.
Формата на тези тъмни облаци е силно неправилна – те нямат ясно определени външни граници и понякога приемат заплетени серпентинови форми. Най-големите тъмни мъглявини са видими с невъоръжено око, изглеждайки като тъмни петна на по-ярките участъци от фона на Млечния път.